# Gastronomia de les comarques castellanes del País Valencià
La gastronomia de les comarques castellanes del País Valencià tracta sobre els menjars i begudes típiques de la cuina castellana al País Valencià, autòctona de les comarques de la Plana d'Utiel, la Vall de Cofrents, i gran part del Vinalopó Mitjà i l'Alt Vinalopó. Són totes comarques o zones històricament pertanyents a Castella – la Manxa. Pel que fa al Baix Segura, fou repoblat al segle xviii per castellans.
En tot cas la cultura culinària castellana té una gran influència al sud valencià i existeix un cert intercanvi culinari entre les dues. Per una banda, la paella i altres plats a base d'arròs tenen una alta acceptació a les comarques castellanes. Per l'altra, receptes com el pisto, de tradició manxega, es troben a les cuines de comarques valencianes properes. És així que l'espencat alcoià o la coca amb tonyina alacantina afegeixen tonyina i ceba a la tradicional samfaina de tomàquet i pebrera.
La cuina castellana del País Valencià és només una extensió d'unes tradicions culinàries veïnes: a la Vall de Cofrents i la Plana d'Utiel hi pesen l'herència manxega i plats d'interior, mentre que a les comarques meridionals la gastronomia és típicament murciana i predominen plats d'estil mediterrani.

## L'altiplà
A l'interior i fitant amb la Manxa, es troben plats d'origen castellà com les gachas migas, igualment típiques a les comarques xurres, el potatge, l'olla i el gaspatxo de Requena. Aquesta zona té una gastronomia dominada per la seua condició d'altiplà, amb l'ús habitual de la carn de porc, de xai i de la caça.
A Aiora i la contornada, la mel és el producte estrella.
Vins
A Requena i Utiel, grans cellers proveeixen una de les produccions vinícoles més grans del País Valencià. Sense dubte és el vi de Requena i Utiel, normalment negre i d'alta graduació, l'aliment més conegut d'aquesta zona, i gaudeix de certa acceptació internacional.
A Villena, es concentra la producció de vins i cava.

## Baix Segura
Al Baix Segura, en estret contacte amb la Regió de Múrcia es predominen plats originaris del sud valencià com l'arròs i costra i plats murcians com les gachas fetes amb farina. L'ús de marisc i altres productes típics de la mar i l'horta són molt habituals, com ho són arreu de la costa.